# Lago Las Torres
El lago Las Torres es una masa de agua superficial colindante con la reserva nacional Lago Las Torres de la Región de Aysén, Chile.

## Ubicación y descripción
Está situado a 120 km de la ciudad de Coyhaique y pertenece a la cuenca del río Cisnes.: 84 

## Historia
Luis Risopatrón lo describe en su Diccionario Jeográfico de Chile de 1924 como una laguna:: 892 
Torres (Laguna de las). 44° 50' 72° 12' Es de forma oblonga, tiene 3 kilómetros de largo, 2 km de ancho i mas de 10 m de profundidad i se encuentra al pié de los cerros del mismo nombre; recibe un afluente de consideración, que proviene del SE entre altos cordones nevados i desagua por el N, por un rio escondido entre monte tupido i estensos canutillares, que corre en un valle ocupado por ñadis en su porción media i por tupidísimos bosques i cañaverales en los bordes, para vaciarse en la márjen S del curso inferior del rio Cisnes. 108, p. 12 i 13 i mapa de Steffen (1897); 111, II. p. 222 i 224 nota i carta de Steffen (1909); 134; i 156.

## Población, economía y ecología
Aunque solo una pequeña parte del lago es vecina a la reserva nacional, el lago es el principal atractivo turístico de la reserva que lleva su nombre.